# ローデス・ベネディクト
ローデス・ベネディクト（Lourdes Benedicto、1974年11月12日 - ）は、アメリカ合衆国の女優。

## プロフィール
ニューヨーク市ブルックリン生まれ。ペンシルバニア州、ピッツバーグにあるカーネギー・メロン大学を卒業後、映画・ＴＶに出演するようになった。
TVドラマ『24』のキャリー・ターナー役などで知られる。

## 出演作品
- ＮＣＩＳ　～ネイビー犯罪捜査班 シーズン10 (2013年)
- V シーズン1（バレリー・スティーブンズ） (2009年)
- ＮＵＭＢ３ＲＳ　ナンバーズ　～天才数学者の事件ファイル シーズン5
- カシミアマフィア
- デッド・ゾーン シーズン4 (2005年)
- 弁護士ジャック・ターナー
- ファイティング・テンプテーションズ (2003年)
- 24 TWENTY FOUR シーズン II（キャリー）
- ドーソンズ・クリーク　青春の輝き 第5シリーズ
- ＥＲ VII　緊急救命室 第7シーズン
- タイタンズ　欲望のラプソディ
- NYPD BLUE　～ニューヨーク市警15分署 シーズン7
- LAW & ORDER： 性犯罪特捜班 シーズン1
- ニコルに夢中
- パーマネント ミッドナイト
- NYPD BLUE　～ニューヨーク市警15分署 シーズン5
- NYPD BLUE　～ニューヨーク市警15分署 シーズン4